# مینرزویل (یوتا)
مینرزویل (به انگلیسی: Minersville) شهری در ایالت یوتا کشور ایالات متحده آمریکا است که جمعیت آن در سرشماری سال ۲۰۱۰ میلادی، ۹۰۷ نفر بوده‌است.